# Mescitli
Mescitli (früher Kızılmescit) ist ein Dorf im Landkreis Muş der Provinz Muş in der Osttürkei. Mescitli liegt etwa 58 km nordöstlich der Provinzhauptstadt Muş. Mescitli hatte laut der letzten Volkszählung 524 Einwohner (Stand Ende Dezember 2010). Die Bevölkerung besteht hauptsächlich aus Osseten.